# Copa Mali de Futebol
The Malian Cup é o principal torneio eliminatório de futebol masculino de Mali.

## Campeões
- 1961 : Stade Malien (Bamako) 3-3 2-1 Djoliba AC (Bamako)
- 1962 : AS Real (Bamako) 7-1 Sonni AC (Gao)
- 1963 : Stade Malien 6-3 Avenir[desambiguação necessária] (Ségou)
- 1964 : AS Real (Bamako) 4-3 Djoliba AC (Bamako)
- 1965 : Djoliba AC (Bamako) 5-1 Kayésienne
- 1966 : AS Real (Bamako) 0-0 2-0 Avenir[desambiguação necessária] (Ségou)
- 1967 : AS Real (Bamako) 4-1 US Sevaré
- 1968 : AS Real (Bamako) 1-0 Stade Malien (Bamako)
- 1969 : AS Real (Bamako) 8-2 Africa Sports (Gao)
- 1970 : Stade Malien (Bamako) 10-0 Kayésienne
- 1971 : Djoliba AC (Bamako) 4-0 Jeunesse Sportive (Ségou)
- 1972 : Stade Malien (Bamako) 5-1 Avenir (Ségou)
- 1973 : Djoliba AC (Bamako) 1-1 1-0 AS Real (Bamako)
- 1974 : Djoliba AC (Bamako) 2-0 Cercle Olympique (Bamako)
- 1975 : Djoliba AC (Bamako) 1-1 1-0 Stade Malien (Bamako)
- 1976 : Djoliba AC (Bamako) 0-0 3-0 Avenir (Ségou)
- 1977 : Djoliba AC (Bamako) 6-1 Tibo Club (Mopti)
- 1978 : Djoliba AC (Bamako) 1-1 2-1 AS Real (Bamako)
- 1979 : Djoliba AC (Bamako) 3-1 Stade Malien (Bamako)
- 1980 : AS Real (Bamako) 1-0 Djoliba AC (Bamako)
- 1981 : Djoliba AC (Bamako)  1-0 AS Real (Bamako)
- 1982 : Stade Malien (Bamako) 4-2 AS Biton (Ségou)
- 1983 : Djoliba AC (Bamako) 1-0 Stade Malien (Bamako)
- 1984 : Stade Malien (Bamako) 3-1 Djoliba AC (Bamako)
- 1985 : Stade Malien (Bamako) 4-2 Djoliba AC (Bamako)
- 1986 : Stade Malien (Bamako) 1-1 2-1 Djoliba AC (Bamako)
- 1987 : AS Sigui (Kayès) 2-1 AS Real (Bamako)
- 1988 : Stade Malien (Bamako) 3-1 Djoliba AC (Bamako)
- 1989 : AS Real (Bamako) 2-0 Djoliba AC (Bamako)
- 1990 : Stade Malien (Bamako) 1-0 Djoliba AC (Bamako)
- 1991 : AS Real (Bamako) 2-1 AS Mandé (Bamako)
- 1992 : Stade Malien (Bamako) 1-1 1-0 AS Real (Bamako)
- 1993 : Djoliba AC (Bamako)  4-0 USFAS Bamako
- 1994 : Stade Malien (Bamako) 2-0 (a.p.) AS Nianan (Koulikoro)
- 1995 : USFAS Bamako  2-0 Stade Malien (Bamako)
- 1996 : Djoliba AC (Bamako) 2-1 AS Real (Bamako)
- 1997 : Stade Malien (Bamako) 2-1 AS Real (Bamako)
- 1998 : Djoliba AC (Bamako) 1-0 (a.p.) Stade Malien (Bamako)
- 1999 : Stade Malien (Bamako) 1-0 AS Nianan (Koulikoro)
- 2000 : Cercle Olympique (Bamako) 1-0 Stade Malien (Bamako)
- 2001 : Stade Malien (Bamako) 5-0 Mamahira AC (Kati)
- 2002 : Cercle Olympique (Bamako) 2-1 Stade Malien (Bamako)
- 2003 : Djoliba AC (Bamako) 2-1 (a.p.) AS Tata National (Sikasso)
- 2004 : Djoliba AC (Bamako) 2-0 AS Nianan (Koulikoro)
- 2005 : AS Bamako 1-1 (5 t.a.b. à 4) Djoliba AC (Bamako)
- 2006 : Stade Malien (Bamako) 2-1 AS Bamako
- 2007 : Djoliba AC (Bamako) 2-0 AS Bakaridjan de Barouéli
- 2008 : Djoliba AC (Bamako) 2-0 Cercle Olympique (Bamako)
- 2009 : Djoliba AC (Bamako) 1-0 Stade Malien
- 2010 : AS Real (Bamako) 2-1 Centre Salif Keita
- 2011 : Cercle Olympique (Bamako) 2-1 (a.p.) Stade Malien (Bamako)
- 2012 : US Bougouni (Bougouni) 2-1 Onze Créateurs de Niaréla (Bamako)
- 2013 : Stade Malien (Bamako) 1-0 Djoliba AC (Bamako)
- 2014 : Onze Créateurs de Niaréla (Bamako) 1-0 Djoliba AC (Bamako)